# DarkComet
DarkComet is een Remote Access Tool (RAT). Deze tool maakt het mogelijk om toegang te krijgen tot een andere computer. De ontwikkelaar is de Franse Jean-Pierre Lesueur, ofwel DarkCoderSc. In 2012 staakte hij het verder ontwikkelen van de software nadat hij ontdekte dat de gebruikers zich niet aan de gebruiksvoorwaarden hielden. De meest up-to-date versie is V5.3.1.

## Werking
DarkComet werkt gelijkaardig als andere Remote Access Tools. De administrator van de tool hoort eerst een clientserver aan te maken. Door deze te zenden naar de computer van een client, kan men de RAT activeren. Het is mogelijk om meerdere clients te verbinden aan één administrator. De administrator krijgt onbeperkte toegang tot de verbonden client(s) en kan daardoor zelfs aanpassingen aan de externe computer(s) aanbrengen. De software bevat tevens de mogelijkheid om DDoS-aanvallen uit te voeren.

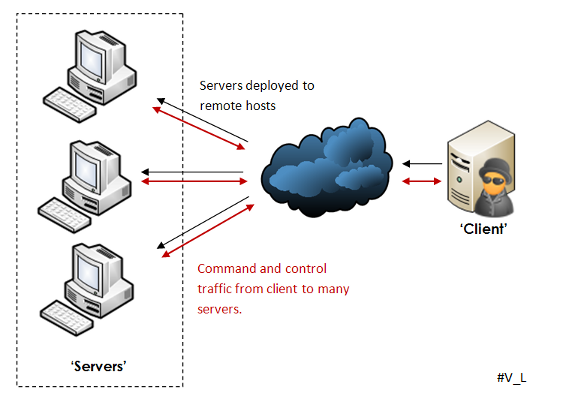
Clientservers zijn verbonden aan een grote cloudserver. Vanuit die cloud kan de administrator de clients beheren.

## Installatielocatie
Bij het maken van de clientserver kan de administrator kiezen waar de server automatisch wordt geïnstalleerd. Dit kan op de volgende locaties:
- HDD#\
- WINDIN#\
- SYS32#\
- APP FAV#\
- START#\
- MPROG#\
- MYDOCS#\

## Functies
DarkComet heeft een ingebouwde keylogger. Hierdoor is het mogelijk de toetsaanslagen op het toetsenbord te registreren. De administrator kan, zonder medeweten of toestemming van de client, hardware activeren, zoals een webcam of microfoon. Tegelijkertijd kan de administrator meekijken op het scherm en onopgemerkt door de bestanden van de client bladeren.

## Misbruik
DarkComet is een legale RAT, maar deze software wordt vaak misbruikt als hacking tool. Zoals eerder vermeld, maakt deze tool het mogelijk om onopgemerkt in andermans computer rond te neuzen. Hierdoor kan men bijvoorbeeld wachtwoorden bemachtigen. Enkel door de uitgaande netwerkdata van de client grondig te analyseren, kan een vermoeden van de aanwezigheid van deze tool worden bevestigd.
Door het misbruik staakt de ontwikkelaar het verder updaten van DarkComet. Hij heeft ook alle downloads verwijderd. Desondanks is het nog steeds mogelijk om op het internet links te vinden die het mogelijk maken de laatste versie van DarkComet te downloaden.

## Onvindbaar
Het vinden van een RAT is doorgaans een moeilijk proces. Dit komt doordat de serverclient meestal gebonden zit in een ander bestand, waardoor het verwijderen van de RAT uit een van de installatielocaties niet voldoende is om de RAT volledig van de computer te verwijderen: zolang de originele en encrypte serverclient nog aanwezig is, kan de RAT herstart worden.
De software is bekend bij de meeste antivirussoftware, zoals Avast en Kaspersky, maar toch blijft DarkComet een moeilijk te bestrijden trojan. Dit komt doordat men niet gestopt is met de ontwikkeling van encryptieprogramma's die het mogelijk maken de clientserver te verbergen voor de antivirussoftware.